# Gyújtógyertya

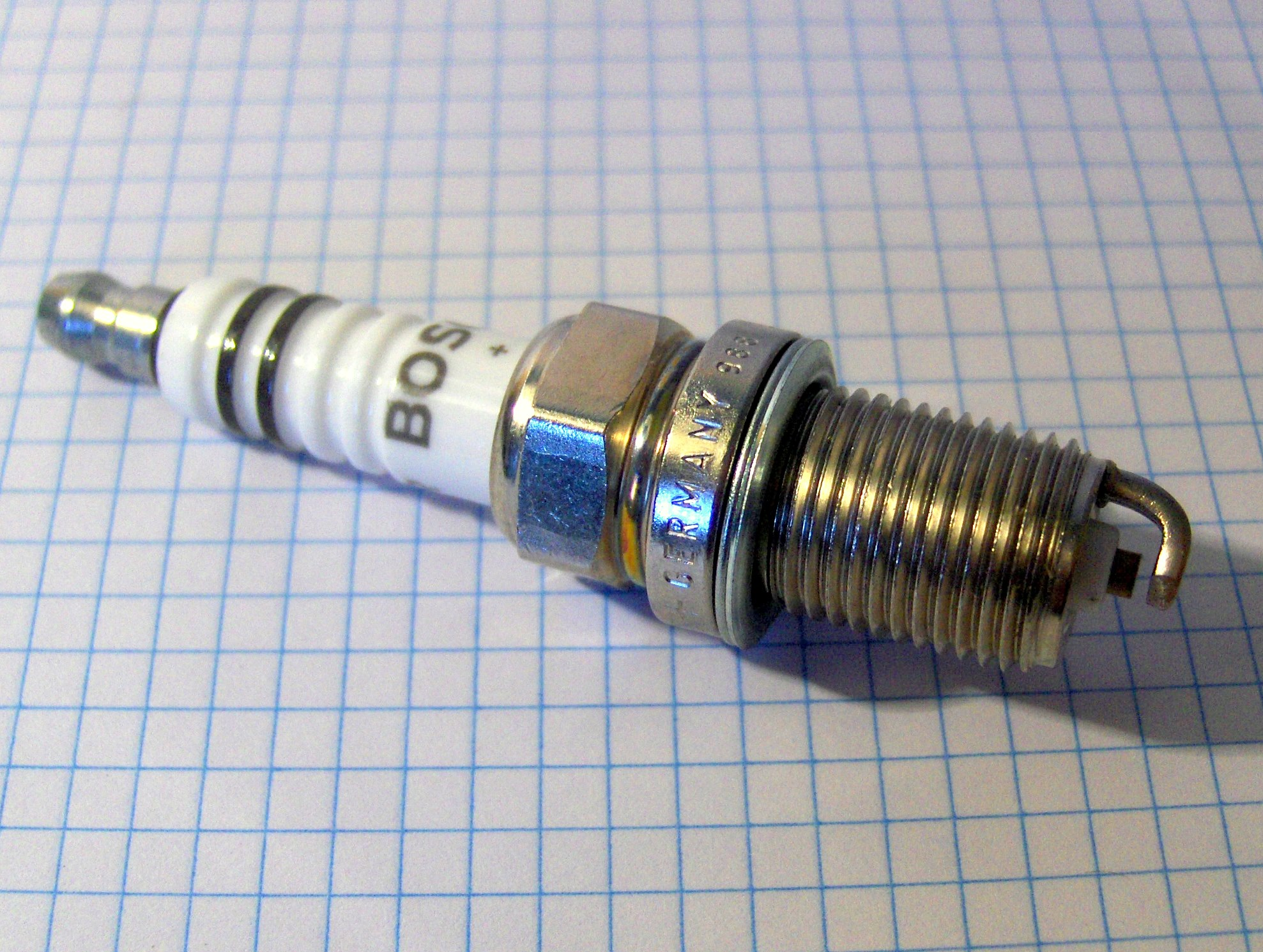
Egy napjainkban használatos gyújtógyertya. A szikraköz a jobb szélen.

A gyújtógyertyákat a benzin üzemű Otto-motorokban alkalmazzák, feladata a benzin-levegő elegy begyújtása. A diesel üzemű autókban a sűrítés végzi a gyújtást. A szikraközben (a test- és középelektróda között) keletkezik, egy 25-50 kV elektromos ív, ez gyújtja be a kellően összesűrített levegő-benzin elegyet. Mivel a sűrítés során az elegy is felmelegszik, a közel 1 mm-es szikra is képes begyújtani azt. Alternatívája a lézeres gyújtás.

## A gyújtógyertya részei
- Csatlakozás
- Bordázat (az elektromos szigetelés része)
- Külső kerámiaszigetelés
- Belső kerámiaszigetelés (szigetelőcsúcs)

Meleg, alacsony hőértékű (balra) és hideg, magas hőértékű (jobbra) gyertya

- Középelektróda
- Testelektróda
- Menet
- Tömítőgyűrű (alátét)
- Test
- Hatszögű fej (a gyertyakulcshoz)

## A hőérték
Ez határozza meg, hogy a gyertya milyen mértékű hő elvezetésére lett tervezve, illetve a motor felépítése is eszerint lett megtervezve.
Alacsony hőértékű úgynevezett meleg gyertyák kevesebb hőt vezetnek el, mert a belső szigetelés (szigetelőcsúcs) kisebb felületen érintkezik a gyertya testével, így kevesebb hőt képes kivonni az égéstérből. A hideg gyertya, azaz a magasabb hőértékű ennek ellenkezőjét jelenti. A szigetelőcsúcs nagy felületen adja át a hőt a gyertya testének, ezáltal a gyertya hőmérséklete alacsonyabb.
Egyes gyártók eltérő módon adják meg a hőértéket, így erre figyelni kell a vásárlás során. A Bosch, Champion és a BERU magasabb számokkal, míg az NGK vagy a Nippon Denso az alacsonyabb számokkal jelölik a melegebb hőértéket.

Mechanikus gyújtásvezérlés felépítése.

## Gyertyahézag
A középelektróda és a testelektróda közti távolság a gyertyahézag. Ezt hézagmérő lapokkal ellenőrzik. Minden motor típushoz meg van határozva, hogy mekkora legyen ez az érték, ami 0,4 mm-től 1,2 mm-ig változhat.
Túl nagy hézag csökkenti a gyertya villamos teljesítményét, és rosszabb hatásfokkal, vagy egyáltalán nem gyújtja be a levegő/benzin elegyet.
Túl kicsi hézag esetén pontatlan vagy korábban bekövetkező előgyújtást eredményez, ez kopogós égéshez vezethet, ami megolvaszthatja a gyertya elektródáit, károsíthatja a motort, illetve károsíthatja a szigetelőcsúcsot.

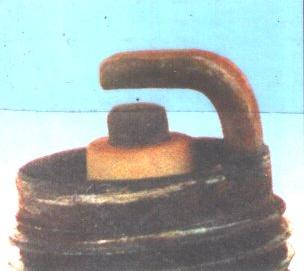
Kiváló állapotú motorban használt gyújtógyertya szikraköze.

## Hibajelenségek
- A megfelelően beállított gyújtógyertya vége tiszta, csupán vékony koromréteg takarja, színe világosbarna, homokszínű, esetleg őzbarna. Az elektróda nincs megégve, nem vékonyodott el.
- Koromlerakódás esetén vastag, száraz fekete réteg rakódik le a gyertya végén, és az elektródán. Többnyire a keverék ellenőrzése szükséges kétütemű motorok esetében, valamint lehetséges a szívató meghibásodása. Lehetséges továbbá a levegő/benzin elegy hibás beállítása, ami a légszűrő eltömődésére is utalhat, vagy túlságosan dús keveréket kap a motor.
- Olajos szennyeződés az elektródán vastag, fekete nedves lerakódást jelent, ami a henger illetve tömítések kopását jelzi, mert a motorolaj az égéstérbe jut.
- Megolvadt elektróda a motor illetve a gyertya túlhevüléséből adódó probléma. Okozhatja a rosszul megválasztott hőértékű gyertya is, esetleg egy hibás szelep, vagy a motor előgyújtásának beállítása.
- Szigetelőcsúcs törés esetén hajszálrepedések jelennek meg az elektróda körül, majd darabokban válik le a gyertyáról a szigetelőanyag. Lehetséges okai lehetnek a túlzott hősokk, illetve a gyertya fizikai sérülése.

Múlt és jelen
A Fierstone 1940-1953 között poloniumból is készített gyújtógyertyát, ám 1-2 hónap elteltével nagy mértékben csökkentek a gyertyák jó tulajdonságai, a radioaktivitás bár a felhasználóra nem jelentett egészségügyi kockázatot, viszont a radioaktív bomlás rontotta a hatékonyságot.
Napjainkban a legáltalánosabb gyertyák rézből és nikkelből készülnek ezek általában 25-30ezer km-t tudnak teljesíteni.
A közép kategóriás gyertyák platinából és ittrium ötvözetekből készülnek, ezekkel 40-60ezer km tehető meg átlagosan.
A prémium kategóriák irídiumból készülnek, ezekkel 100ezer km-nél több is megtehető. (Ilyen típusú gyertyákat a Denso, NGK, Bosch gyárt és forgalmaz elsősorban, a Denso volt az első úttörő aki alkalmazta az irídiumot.)

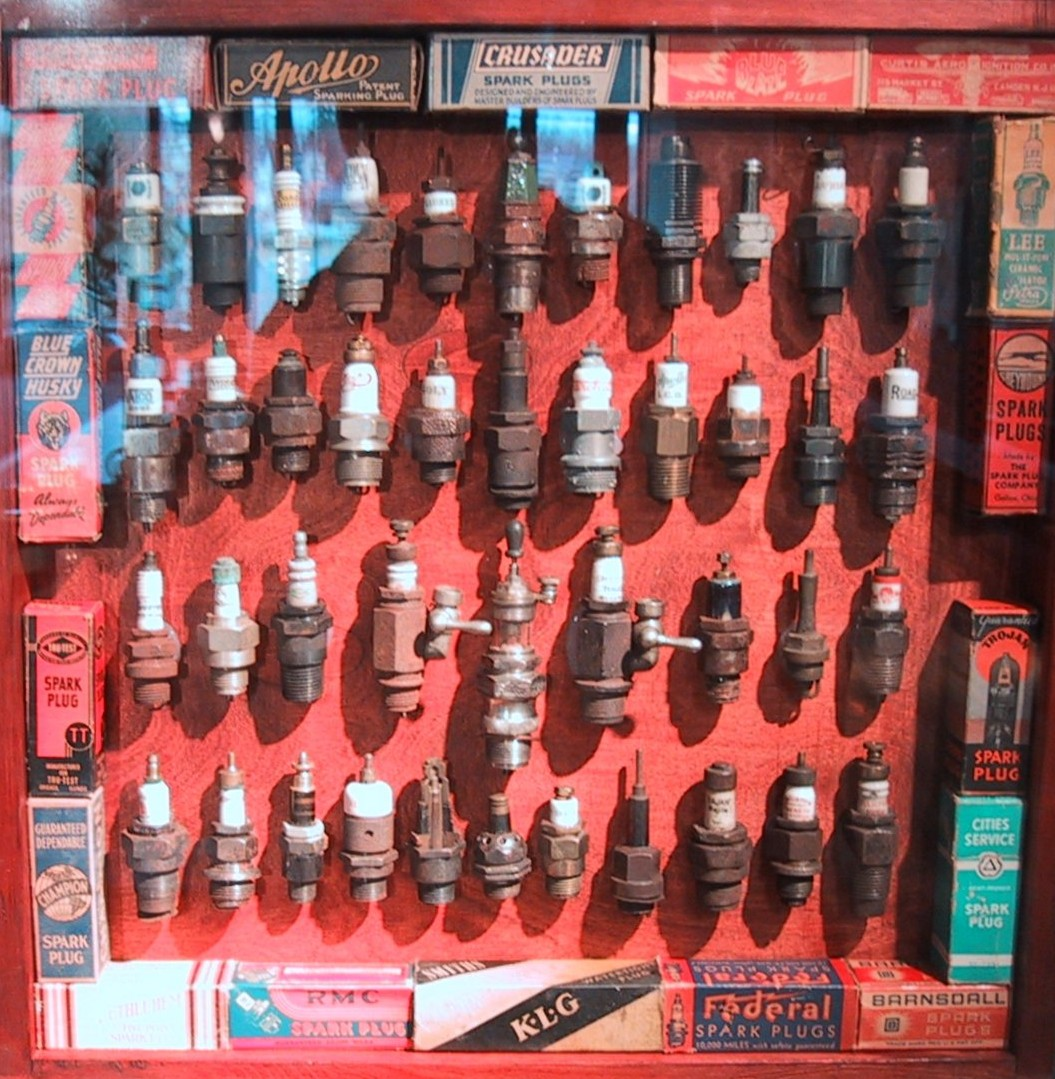
Régi fajta gyújtógyertyák

## Gyújtógyertya csere
Kizárólag hideg motoron szabad végezni a gyertya ki és beszerelését. Az új vagy beállított / megtisztított gyertyát kézzel hajtjuk be ütközésig, majd ezt követően a járműkezelési útmutatójában szereplő nyomatékkal (ha lehet, akkor nyomatékkulccsal) kell meghúzni. A menetet nem kell kenőanyaggal síkosítani, ez később ráéghet a felületre. Ügyeljünk a gyertya behajtásakor, ne húzzuk túl a menetet, mert az károsíthatja a hengerfejben a menetet. Egy megszakított menet komoly anyagi kiadás lehet. Ugyanakkor mindenképpen meg kell húzni a megfelelő erővel, mert a gyertya test kontaktja ha nem tökéletes, kihagyhat, vagy gyengébb teljesítményt nyújthat, ami tökéletlen égést eredményez. A kilazult gyertya fizikai károkat is okozhat amellett, hogy balesetveszélyessé teszi a motor üzemeltetését, ugyanis kirepülhet a foglalatból.
Fontos! A gyertyacsere otthon történő elvégzése esetén feltétlenül jelöljük meg a gyújtókábelek sorrendjét, mert a gyújtás meghatározott sorrendben történik.